# 高亮 (景泰進士)
高亮（1420年—？），字尚明，陝西延安府甘泉縣人，武襄左衛軍籍，明朝政治人物。進士出身。

## 生平
順天府鄉試第二十四名。景泰五年（1454年）甲戌科會試第一百七十九名，殿試登進士第三甲第一百八十七名。

## 家族
曾祖高崇禮。祖父高仕中。父亲高大用。